# Le Monde aveugle
Le Monde aveugle (titre original : Dark Universe), est un roman américain de science-fiction écrit par Daniel F. Galouye et publié en 1961.
Il a été nommé au prix Hugo du meilleur roman 1962, qui fut finalement remporté par En terre étrangère.

## Résumé
Ils vivent dans des cavernes plongées dans une totale obscurité. Ils ne connaissent que la nuit, la nuit la plus absolue et pleine de dangers terribles. Ils sont aveugles, tous. Au fil des générations leur ouïe et leur odorat se sont développés comme ceux des animaux. Certains d'entre eux s'obstinent à découvrir un éventuel passage qui les mènerait à l'air libre. Mais le monde qui les attend au-dehors n'est-il pas plus terrible encore ?

## Chef-d'œuvre de la science-fiction
Ce roman a été classé parmi les chefs-d'œuvre de la science-fiction dans les ouvrages de références suivants :
- Jacques Sadoul, Anthologie de la littérature de science-fiction, Ramsay, 1981 ;
- Denis Guiot, La Science-fiction, Massin, coll. « Le monde de... », 1987 ;
- La Bibliothèque idéale de la SF, Albin Michel, (1988) ;
- Lorris Murail, Les Maîtres de la science-fiction, Bordas, coll. « Compacts », 1993.

## Critiques spécialisées
Dans son Histoire de la science-fiction moderne, parue en 1984, Jacques Sadoul déclare à propos de ce roman : « [...] un roman postatomique de très grande qualité littéraire ».

## Éditions françaises
- Daniel F. Galouye (trad. de l'américain par Frank Straschitz), Le Monde aveugle [« Dark Universe »], Paris, Denoël, coll. « Présence du futur n°68 », 1963 (réimpr. 1973, 1981, 1987, 1998), 240 p.
- Daniel F. Galouye (trad. de l'américain par Frank Straschitz, révisée par Julie Pujos), Le Monde aveugle [« Dark Universe »], Paris, Gallimard, coll. « Folio SF n°383 », 2010